# 名古屋市電高岳線
高岳線（たかおかせん）は、かつて愛知県名古屋市に存在した名古屋市電の路線（路面電車）の一つである。同市中区の東新町停留場を起点に、東区内を経て北区の大曽根停留場までを結んだ。
1914年（大正3年）から翌年にかけて名古屋電気鉄道により開業。1922年（大正11年）に市営化され、名古屋市電気局（1945年以降交通局）の運営となった。1967年（昭和42年）から廃止が始まり、1971年（昭和46年）に全廃された。路線名を大曽根線としていた時期もある。

## 路線概況
全長は3.609キロメートル（1962年3月末時点）。全線が複線かつ併用軌道であった。
起点の東新町停留場は、高岳線と高岳延長線、栄町線の市電3路線が集まる地点である。東西方向の広小路通（愛知県道60号名古屋長久手線）と南北方向の空港線（名古屋市道堀田高岳線、高岳交差点以北は国道41号）が交差する東新町交差点に位置し、東西方向に栄町線、交差点から北へ高岳線、南へ高岳延長線が伸びていた。1960年代の時点では南北方向の高岳線・高岳延長線と東西方向の栄町線は交差するだけであり連絡線はなく、双方をまたぐ運転系統は存在しなかった。東新町の一帯は繁華街栄の東に位置し、中部電力本店や名古屋市交通局本庁舎（1954 - 1966年）などが集まるビル街、また「女子大小路」で知られるネオン街の地である。
東新町から空港線を北上すると、外堀通と交差する東片端交差点に東片端停留場があった。ここは東西方向に走る東片端線との接続地点にあたり、同線との平面交差に加えて東片端線西方向（大津橋方面）と高岳線北方向（清水口方面）を繋ぐ連絡線があった。東片端の北、清水口停留場は空港線と出来町通（愛知県道215号田籾名古屋線）が交差する清水口交差点にあり、ここで清水口延長線が分岐した。同線が引き続き空港線を北上する一方、高岳線は東に折れて出来町通を進んだ。
清水口から東へ進んだ赤塚停留場も市電路線と接続する地点で、ここで山口町線が合流した。停留場は、東西方向の出来町通と山口町線が走る南北方向の国道19号が交差する赤塚交差点にあった。高岳線が出来町通上を進むのは赤塚の次の山口町停留場までで、ここで北へ曲がって名古屋市道を北上した。

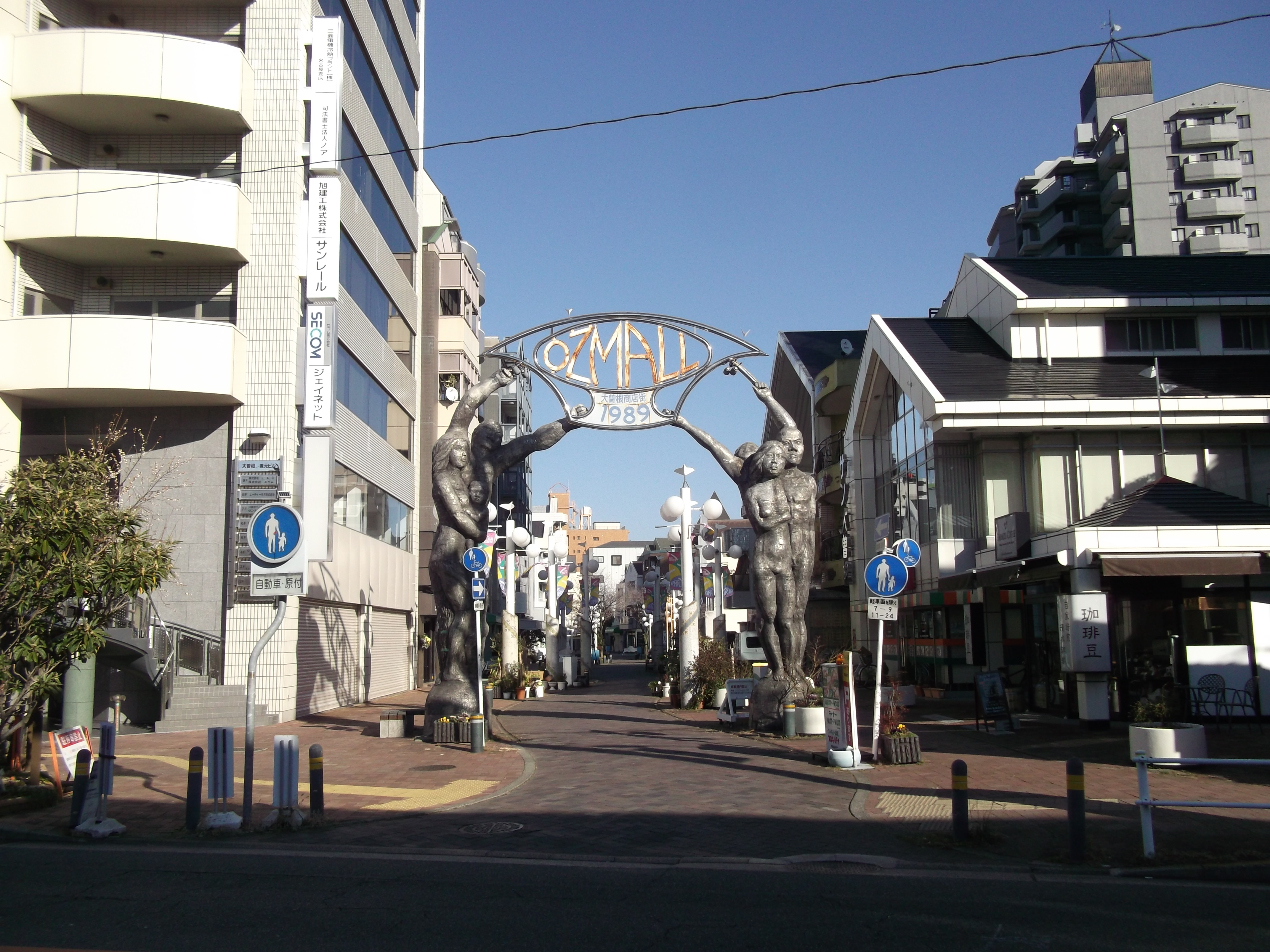
大曽根商店街西口（2014年）。この近くに大曽根停留場があった。

徳川町停留場を過ぎると25.6パーミルの勾配があり、これを下ると当時地上を走っていた名古屋鉄道（名鉄）瀬戸線との平面交差が存在した。踏切の西には名鉄の森下駅があるが、市電には対応する停留場がなく、最寄は大曽根停留場であった。当時の瀬戸線のターミナルは都心部の大津町駅でここで市電と接続していたが、市電沿線や大曽根の北方で市電に接続する名鉄小牧線と瀬戸線の乗り継ぎがあり、清水駅・大曽根停留場で乗り換える乗客も多かった。この大曽根停留場は高岳線の終点で、国道19号と再び交差する大曽根交差点に位置しており、付近に名古屋市北部の繁華街であった大曽根商店街入口が立地する。交差点が五叉路であるのに対し、市電は高岳線と名鉄小牧線上飯田駅方面へ北上する御成通線、国道19号を北東方向へと進む大曽根線の3路線が集まっており、高岳線から御成通線か大曽根線のどちらかへ直通できる配線となっていた。

## 歴史

### 開業
名古屋市のうち高岳線沿線にあたる東片端や長塀町（現・白壁）といった地域は、江戸時代には名古屋城東方に広がる武家町であった土地で、明治に入ってからは住宅地に姿を変えていた。さらにその東の赤塚町や大曽根町は名古屋城下から中山道へと通ずる下街道沿いに位置し、街道沿いの町としてにぎわった地域にあたる。また大曽根町に接する六郷村大字大曽根（1921年名古屋市に編入、東大曽根町となる）は明治末期に中央本線大曽根駅や瀬戸電気鉄道（現・名鉄瀬戸線）の駅が地内に開設されたのを機に交通の要所となり、純農村から商業地へと発展していた。
1898年（明治31年）になって、名古屋で最初の路面電車が名古屋電気鉄道によって敷設された。その後路線の延伸が進み1903年（明治36年）には千種まで到達、東新町付近にも電車が通るようになった（栄町線）。大正時代に入ると栄町線の北側にあたる地域での路線建設が進み、1913年（大正2年）からの2年間で5つの路線が相次いで開業した。高岳線はこの時期に建設された路線の一つであり、前年11月15日付で東新町から大曽根までの軌道敷設特許が会社に下りた。
特許区間は既設線（栄町線）より分岐する新栄町3丁目から六郷村大字大曽根（→東大曽根町）字神戸までで、当時の県道上に敷設するものとされた。県道（「大曽根線」と称する）については東新町角から長塀町・山口町を経て大曽根へと至る3.6キロメートルが、1914年から翌年にかけて幅員8間（14.5メートル）の道路として整備された。電車はまず1914年11月5日、栄町線に接続する東新町停留場から長塀町三丁目（後の清水口）停留場までの1.5キロメートルが開通した。この時途中の東片端で接続する東片端線も開業している。
長塀町三丁目から先は翌1915年（大正4年）の開通で、3月17日に赤塚停留場までの0.8キロメートル、4月26日に徳川邸前（後の徳川町）停留場までの0.7キロメートルがそれぞれ開通し、5月30日に大曽根停留場まで0.6キロメートル延長されて東新町 - 大曽根間が全通した。この大曽根延伸によって途中に瀬戸電気鉄道との平面交差が生じている。

### 市営化とその後
1922年（大正11年）8月1日、名古屋電気鉄道市内線10路線を名古屋市が買収・市営化し名古屋市電気局（後の交通局）が引き継いだことで名古屋市電が成立した。これにより高岳線東新町 - 大曽根間3.609キロメートルは名古屋市電の路線の一つとなっている。ただしこの時点での正規の路線名は「大曽根線」であり、高岳線はその別名とされていた。名古屋市の資料によると、1917年末時点では東新町 - 大曽根間は「高岳線」であるが、1919年末時点では「大曽根線」に変わっている。市営化後、1923年末時点では再び「高岳線」と称する。
高岳線においては、市営化当初の1922年12月時点で、東新町 - 大曽根間の線内系統と東新町経由で栄町線名古屋駅前と大曽根を結ぶ系統の、合わせて2つの運転系統が設定されていた。翌1923年（大正12年）12月、高岳延長線開通に伴い東新町起点の線内系統は同線鶴舞公園方面への直通系統（当初の起点は御黒門線門前町停留場）に改められた。さらに1926年（大正15年）4月には赤塚で接続する山口町線（葵町線）との直通系統（当初の設定区間は岩井町線水主町 - 大曽根間）も出現した。
1940年以降は高岳線に接続する路線が相次いで建設され、1942年（昭和17年）6月に大曽根から先へ東大曽根まで大曽根線が、1944年（昭和19年）7月には上飯田まで御成通線がそれぞれ開通し、1949年（昭和24年）7月には途中の清水口から分岐する清水口延長線も開業している。これらの路線が開業した結果、高岳線には大曽根線・御成通線・清水口延長線と直通する運転系統が多数設定され、東片端線大津橋方面との直通系統も現れた（下記#運転系統参照）。なおこの間、太平洋戦争末期の1945年（昭和21年）3月27日より、空襲被害のため高岳延長線を含む鶴舞公園前 - 東新町 - 東片端間が長期の営業休止となった。再開は戦後の1946年（昭和21年）4月1日のことである。
高岳線の周辺路線には、上記に挙げた路線以外にも、1928年（昭和3年）3月、東区新出来町1丁目（高岳線山口町停留場は地内にある）から東へ古出来町まで1.267キロメートルにわたる「山口町延長線」の軌道敷設特許を名古屋市は得ていたが、この路線の建設は実現していない。

### 廃止
名古屋市電は1950年代末に路線網・輸送人員ともに最盛期を迎えたが、1961年（昭和36年）には市営地下鉄の建設と引き替えに1985年（昭和60年）までにおおむね撤去するという方針が国の都市交通審議会で示された。その上、事業の大幅な赤字化や市営バスの急速な拡大、自動車の普及による交通事情の変化など市電を取り巻く環境が変化したことから、1965年（昭和40年）3月、市交通局は地下鉄建設推進・バスの拡充とその一方での市電の段階的廃止を盛り込んだ「名古屋市交通事業の5カ年計画」を発表する。同計画では1969年度までの5年間で廃止すべきとして7線区計23.3キロメートルを取り上げており、その中で高岳線の清水口 - 赤塚間0.9キロメートルは1966年度に廃止すべき路線とされた。廃止の理由は、道路幅が狭いのにもかかわらず自動車交通が激増したためとされている。同区間は1967年（昭和42年）2月1日付で廃止された。
部分廃止に先立つ1967年1月、市交通局は先の「5カ年計画」を延長した「交通事業の長期計画」を策定し1975年度までの市電全廃を決定し、さらに翌1968年（昭和43年）12月には市電全廃の時期を1973年度に前倒しした。市電全廃決定後、1971年（昭和46年）2月1日付で明道町線菊井町より御成通線上飯田に至る計6.8キロメートルの廃線に伴い残存区間東側の赤塚 - 大曽根間が廃止となった。西側の東新町 - 清水口間は、清水口で接続する清水口延長線清水口 - 黒川間（合計2.8キロメートル）とともに2か月後の同年4月1日付で廃止された。以上で東新町 - 大曽根間は全廃されたが、統計には高岳線は東新町付近の0.229キロメートルの路線として記載がある。ただし翌1972年（昭和47年）3月1日付で東新町以南の路線も廃止されている。
市電廃止後の1971年12月、市営地下鉄名城線が市役所駅（現・名古屋城駅）から黒川・平安通を経て大曽根駅まで延伸され、栄と大曽根を結ぶ市営交通の新ルートが完成した。

## 停留場
廃止前の時点で、高岳線には以下の9停留場が設置されていた。
| 停留場名                                  | キロ程 (km) | 所在地                       | 位置             |
| ----------------------------------------- | ----------- | ---------------------------- | ---------------- |
| 東新町（ひがししんちょう）                | 0.0         | 中区新栄町3丁目              | 東新町交差点付近 |
| 高岳町（たかおかちょう）                  | 0.6         | 東区高岳町2丁目              | 高岳交差点付近   |
| 東片端（ひがしかたは）                    | 1.0         | 東区東片端町2丁目・3丁目     | 東片端交差点付近 |
| 清水口（しみずぐち）                      | 1.5         | 東区長塀町3丁目              | 清水口交差点付近 |
| 長塀町五丁目 （ながへいちょうごちょうめ） | 2.0         | 東区長塀町5丁目              | 白壁交差点西方   |
| 赤塚（あかつか）                          | 2.3         | 東区赤塚町1丁目 東区山口町   | 赤塚交差点付近   |
| 山口町（やまぐちちょう）                  | 2.7         | 東区山口町 東区新出来町1丁目 | 山口町交差点付近 |
| 徳川町（とくがわちょう）                  | 3.0         | 東区大曽根町                 | 徳川町交差点付近 |
| 大曽根（おおぞね）                        | 3.6         | 北区東大曽根町本通1丁目      | 大曽根交差点付近 |

### 停留場の変遷
出典はいずれも『日本鉄道旅行地図帳』7号（58頁）である。
- 1914年（大正3年）11月5日 - 長塀町三丁目までの開業に伴い、駿河町・高岳院前・東片端・主税町・長塀町三丁目を新設（東新町は栄町線側で既設）。
- 1915年（大正4年）
  - 3月17日 - 赤塚延伸伴い長塀町六丁目・赤塚を新設。
  - 4月9日 - 鍋屋町を新設。
  - 4月26日 - 徳川邸前延伸に伴い山口町・徳川邸前を新設。
  - 5月30日 - 大曽根延伸に伴い大曽根を新設。この直後の停留場12か所を起点から並べると、以下の通りになる。
東新町 - 駿河町 - 高岳院前 - 鍋屋町 - 東片端 - 主税町 - 長塀町三丁目 - 長塀町六丁目 - 赤塚 - 山口町 - 徳川邸前 - 大曽根
- 1918年（大正7年）11月1日 - 駿河町・鍋屋町を廃止。長塀町三丁目を清水口、長塀町六丁目を長塀町五丁目、徳川邸前を大曽根八幡前に改称。
- 1939年（昭和14年）3月22日 - 森下（大曽根八幡前・大曽根間）を新設。
- 1943年（昭和18年）ごろ - 大曽根八幡前休止。
- 1944年（昭和19年）5月13日 - 主税町・森下を廃止。
- 1947年（昭和22年）11月20日 - 徳川町（旧・大曽根八幡前）再開。
- 1949年（昭和24年）7月15日 - 高岳院前を高岳町に改称。
- 1967年（昭和42年）2月1日 - 清水口・赤塚間の廃線に伴い、長塀町五丁目を廃止。
- 1971年（昭和46年）
  - 2月1日 - 赤塚・大曽根間の廃線に伴い、赤塚・山口町・徳川町・大曽根を廃止。
  - 4月1日 - 東新町・清水口間の廃線に伴い、高岳町・東片端・清水口を廃止（東新町は他線で存続）。

### 接続路線
- 市電
  - 東新町停留場：栄町線（1914年 - 1967年）・高岳延長線（1923年 - 1971年）
  - 東片端停留場：東片端線（1914年 - 1971年）
  - 清水口停留場：清水口延長線（1949年 - 1971年）
  - 赤塚停留場：山口町線（1919年 - 1971年）
  - 大曽根停留場：大曽根線（1942年 - 1965年）・御成通線（1944年 - 1971年）
- 名鉄
  - 大曽根停留場：瀬戸線（森下駅、1915年 - 1971年）

## 運転系統

### 1937年時点
1937年（昭和12年）8月時点において高岳線で運行されていた運転系統は以下の通り。〔太字〕で示した範囲は高岳線を走行する区間を指す。
- 東新町方面
  - 〔大曽根 - 赤塚 - 東片端 - 東新町〕- 栄町 - 笹島町 - 名古屋駅前 - 那古野町
  - 〔大曽根 - 赤塚 - 東片端 - 東新町〕- 鶴舞公園 - 高辻 - 堀田駅前
  - 〔大曽根 - 赤塚 - 東片端 - 東新町〕- 鶴舞公園 - 高辻 - 市民病院前（循環東線）
- 新栄町方面
  - 〔大曽根 - 赤塚〕- 平田町 - 新栄町 - 鶴舞公園 - 上前津 - 熱田駅前 - 内田橋
  - 〔大曽根 - 赤塚〕- 平田町 - 新栄町 - 鶴舞公園 - 上前津 - 水主町 - 尾頭橋

### 1952年時点
1952年（昭和27年）3月時点において高岳線で運行されていた運転系統は以下の通り。〔太字〕で示した範囲は高岳線を走行する区間を指す。
- 大曽根方面発着
  - 12号系統：東大曽根 -〔大曽根 - 赤塚 - 清水口 - 東片端〕- 大津橋 - 菊井町 - 名古屋駅前
  - 13号系統：上飯田 -〔大曽根 - 赤塚 - 清水口 - 東片端〕- 大津橋 - 菊井町 - 浄心町
  - 14号系統：上飯田 -〔大曽根 - 赤塚〕- 平田町 - 新栄町 - 鶴舞公園 - 上前津 - 水主町 - 尾頭橋
  - 22号系統：〔大曽根 - 赤塚 - 清水口 - 東片端〕- 大津橋 - 栄町 - 金山橋 - 熱田神宮前
  - 32号系統：上飯田 -〔大曽根 - 赤塚 - 清水口 - 東片端 - 東新町〕- 鶴舞公園 - 堀田駅前
- 黒川方面発着
  - 34号系統：黒川 -〔清水口 - 東片端 - 東新町〕- 鶴舞公園 - 堀田駅前

### 1961年以降
1961年（昭和36年）4月時点において高岳線で運行されていた運転系統は以下の通り。〔太字〕で示した範囲は高岳線を走行する区間を指す。
- 大曽根方面発着
  - 12号系統：東大曽根 -〔大曽根 - 赤塚 - 清水口 - 東片端〕- 大津橋 - 菊井町 - 名古屋駅前
  - 13号系統：上飯田 -〔大曽根 - 赤塚〕- 平田町 - 東片端 - 大津橋 - 菊井町 - 浄心町
  - 22号系統：上飯田 -〔大曽根 - 赤塚 - 清水口 - 東片端〕- 大津橋 - 栄町 - 金山橋 - 熱田神宮前
  - 80号系統：上飯田 -〔大曽根 - 赤塚〕- 平田町 - 新栄町 - 鶴舞公園 - 上前津 - 水主町 - 尾頭橋 - 八熊通
  - 81号系統：上飯田 -〔大曽根 - 赤塚〕- 平田町 - 東片端 - 大津橋 - 菊井町 - 名古屋駅前
  - 82号系統：上飯田 -〔大曽根 - 赤塚 - 清水口 - 東片端 - 東新町〕- 鶴舞公園 - 堀田駅前
- 黒川方面発着
  - 18号系統：城北学校前 - 黒川 -〔清水口 - 東片端〕- 大津橋 - 菊井町 - 名古屋駅前
  - 34号系統：城北学校前 - 黒川 -〔清水口 - 東片端 - 東新町〕- 鶴舞公園 - 堀田駅前

市電路線網の縮小が始まると、上記8系統のうち名古屋駅前 - 東大曽根間の12号系統と浄心町 - 上飯田間の13号系統が1965年（昭和40年）10月1日にまず廃止された。続いて1967年（昭和42年）2月1日の高岳線途中区間（清水口 - 赤塚間）の廃線と同時に堀田駅前 - 上飯田間の82号系統と名古屋駅前 - 城北学校前間の18号系統が廃止され、熱田神宮前 - 上飯田間の22号系統は清水口経由から平田町経由となった。ただし22号系統も翌1968年（昭和43年）2月1日に廃止されている。
1970年代以降は、まず1970年（昭和45年）4月1日に八熊通 - 上飯田間の80号系統が廃止。次いで高岳線赤塚 - 大曽根間の廃線により1971年（昭和46年）2月1日に名古屋駅前 - 上飯田前間の81号系統が廃止された。最後まで高岳線を走る運転系統として残ったのは黒川 - 堀田駅前間の34号系統で、1971年4月1日、高岳線の全廃と清水口延長線の廃線により起点が東新町に変更された。

## 利用動向

### 1959年調査
1959年（昭和34年）6月11日木曜日に実施された市電全線の利用動向調査によると、高岳線内9停留場の方向別乗車人員・降車人員ならびに停留場間の通過人員は下表の通りであった。
| 停留場名     | 乗車人員 | 乗車人員 | 乗車人員 | 降車人員 | 降車人員 | 降車人員 | 停留場間通過人員 | 停留場間通過人員 |
| 停留場名     | ▼北行    | ▲南行    | 合計     | ▼北行    | ▲南行    | 合計     | ▼北行            | ▲南行            |
| ------------ | -------- | -------- | -------- | -------- | -------- | -------- | ---------------- | ---------------- |
| 東新町       | 4,306    | 終点     | (22,937) | 起点     | 3,984    | (23,236) | 10,319           | 10,454           |
| 高岳町       | 557      | 834      | 1,371    | 793      | 477      | 1,270    | 10,319           | 10,454           |
| 高岳町       | 557      | 834      | 1,371    | 793      | 477      | 1,270    | 10,083           | 10,097           |
| 東片端       | 1,627    | 2,487    | (7,356)  | 1,361    | 2,829    | (7,171)  | 10,083           | 10,097           |
| 東片端       | 1,627    | 2,487    | (7,356)  | 1,361    | 2,829    | (7,171)  | 19,662           | 19,059           |
| 清水口       | 1,809    | 2,016    | (5,464)  | 4,402    | 668      | (5,543)  | 19,662           | 19,059           |
| 清水口       | 1,809    | 2,016    | (5,464)  | 4,402    | 668      | (5,543)  | 11,137           | 10,578           |
| 長塀町五丁目 | 547      | 2,072    | 2,619    | 2,071    | 481      | 2,552    | 11,137           | 10,578           |
| 長塀町五丁目 | 547      | 2,072    | 2,619    | 2,071    | 481      | 2,552    | 9,613            | 8,987            |
| 赤塚         | 588      | 1,679    | (3,499)  | 1,602    | 742      | (3,622)  | 9,613            | 8,987            |
| 赤塚         | 588      | 1,679    | (3,499)  | 1,602    | 742      | (3,622)  | 15,385           | 14,468           |
| 山口町       | 723      | 2,454    | 3,177    | 2,308    | 715      | 3,023    | 15,385           | 14,468           |
| 山口町       | 723      | 2,454    | 3,177    | 2,308    | 715      | 3,023    | 13,800           | 12,729           |
| 徳川町       | 254      | 881      | 1,135    | 916      | 252      | 1,168    | 13,800           | 12,729           |
| 徳川町       | 254      | 881      | 1,135    | 916      | 252      | 1,168    | 13,138           | 12,100           |
| 大曽根       | 終点     | 3,947    | (6,619)  | 5,190    | 起点     | (7,444)  | 13,138           | 12,100           |

- 備考
  - 東新町・東片端・清水口・赤塚・大曽根の乗車人員・降車人員合計値は他線区の数値を含む。
  - 東新町をまたいで高岳延長線（瓦町以遠）と直通する乗客は、北行6,013人・南行6,470人。
  - 東片端をまたいで東片端線（大津橋以遠）と直通する乗客は、北行9,313人、南行8,620人。
  - 清水口をまたいで清水口延長線（深田町以遠）と直通する乗客は、北行5,932人・南行7,133人。
  - 赤塚をまたいで山口町線（平田町以遠）と直通する乗客は、北行6,786人、南行6,418人。
  - 大曽根をまたいで大曽根線（東大曽根）と直通する乗客は、東大曽根行1,071人、南行1,239人。
  - 大曽根をまたいで御成通線（彩紅橋通以遠）と直通する乗客は、北行6,877人、南行6,914人。

### 1966年調査
1966年（昭和41年）11月8日火曜日に実施された市電全線の利用動向調査によると、高岳線内9停留場の方向別乗車人員・降車人員ならびに停留場間の通過人員は下表の通りであった。
| 停留場名     | 乗車人員 | 乗車人員 | 乗車人員 | 降車人員 | 降車人員 | 降車人員 | 停留場間通過人員 | 停留場間通過人員 |
| 停留場名     | ▼北行    | ▲南行    | 合計     | ▼北行    | ▲南行    | 合計     | ▼北行            | ▲南行            |
| ------------ | -------- | -------- | -------- | -------- | -------- | -------- | ---------------- | ---------------- |
| 東新町       | 2,370    | 終点     | (10,717) | 起点     | 2,236    | (10,665) | 6,737            | 7,131            |
| 高岳町       | 515      | 489      | 1,004    | 467      | 565      | 1,032    | 6,737            | 7,131            |
| 高岳町       | 515      | 489      | 1,004    | 467      | 565      | 1,032    | 6,785            | 7,207            |
| 東片端       | 901      | 1,552    | (4,463)  | 962      | 1,612    | (4,441)  | 6,785            | 7,207            |
| 東片端       | 901      | 1,552    | (4,463)  | 962      | 1,612    | (4,441)  | 10,767           | 11,415           |
| 清水口       | 849      | 801      | (2,374)  | 1,972    | 416      | (2,790)  | 10,767           | 11,415           |
| 清水口       | 849      | 801      | (2,374)  | 1,972    | 416      | (2,790)  | 5,208            | 5,684            |
| 長塀町五丁目 | 304      | 1,116    | 1,420    | 853      | 264      | 1,117    | 5,208            | 5,684            |
| 長塀町五丁目 | 304      | 1,116    | 1,420    | 853      | 264      | 1,117    | 4,659            | 4,832            |
| 赤塚         | 355      | 499      | (1,643)  | 496      | 380      | (1,757)  | 4,659            | 4,832            |
| 赤塚         | 355      | 499      | (1,643)  | 496      | 380      | (1,757)  | 10,877           | 11,301           |
| 山口町       | 824      | 1,690    | 2,514    | 1,534    | 797      | 2,331    | 10,877           | 11,301           |
| 山口町       | 824      | 1,690    | 2,514    | 1,534    | 797      | 2,331    | 10,167           | 10,408           |
| 徳川町       | 185      | 568      | 753      | 556      | 185      | 741      | 10,167           | 10,408           |
| 徳川町       | 185      | 568      | 753      | 556      | 185      | 741      | 9,796            | 10,025           |
| 大曽根       | 終点     | 2,790    | (4,426)  | 3,149    | 起点     | (4,852)  | 9,796            | 10,025           |

- 備考
  - 東新町・東片端・清水口・赤塚・大曽根の乗車人員・降車人員合計値は他線区の数値を含む。
  - 東新町をまたいで高岳延長線（瓦町以遠）と直通する乗客は、北行4,367人・南行4,895人。
  - 東片端をまたいで東片端線（大津橋以遠）と直通する乗客は、北行4,043人・南行4,148人。
  - 清水口をまたいで清水口延長線（深田町以遠）と直通する乗客は、北行4,436人・南行5,346人。
  - 赤塚をまたいで山口町線（平田町以遠）と直通する乗客は、北行6,359人・南行6,588人。
  - 大曽根をまたいで御成通線（彩紅橋通以遠）と直通する乗客は、北行6,647人・南行7,235人。